# Ксавие Бетел
Ксавие Бетел (на люксембургски: Xavier Bettel) е люксембургски политик, настоящ министър-председател на Люксембург от 4 декември 2013 г. до 17 ноември 2023 г.

## Биография
Бетел е роден на 3 март 1973 г. в град Люксембург, Люксембург.

## Ранен живот
Бетел е роден на 3 март 1973 г. в Люксембург. Баща му, Клод Бетел, е търговец на вино, а майка му Аниела, французойка от руски произход, далечна племенница на известния композитор Сергей Рахманинов. След завършването на Европейското училище, Бетел получава магистърска степен по публично и европейско право и по политология и публично право от университета „Нанси 2“ в Нанси, Франция. Той също така е учил морско право, както и канонически закон в Аристотелския университет в Солун, Гърция. Участва в програмата „Еразъм“.

## Политически живот
На общинските избори през 1999 г. Бетел е избран за общински съветник на Люксембург, като завършва на шесто място.
На 12 юли 2001 г. той се квалифицира като адвокат. По време на законодателните избори през 2004 г. Бетел силно укрепва позицията си и завършва четвърти (от петте избрани членове), като му се дава и място в Камарата на депутатите.
На 28 ноември 2005 г., след общинските избори, в които той е поставен на четвърто място в списъка на лидерите, Бетел бе назначен за председател в Съвета на Люксембург.
След общински избори на 9 октомври 2011 г., на 38-годишна възраст, Беттел полага клетва като кмет на Люксембург на 24 ноември 2011 г.